# Kalk-Plattmuschel
Die Kalk-Plattmuschel (Macoma calcarea) ist eine Muschelart aus der Familie der Tellmuscheln (Tellinidae). Sie kommt auch in der Nord- und Ostsee vor.

## Merkmale
Das ungleichklappige, nicht aufgeblähte Gehäuse erreicht eine Länge von 50 Millimetern (und eine Höhe von 34 mm und eine Dicke von 14 mm). Die rechte Klappe ist geringfügig größer als die linke Klappe. Es ist auch ungleichseitig, die kleinen, hervortretenden Wirbel sitzen hinter der Mitte (bei etwa 40 % vom Hinterende entfernt). Das Gehäuse ist im Umriss breit eiförmig, mit keilförmigem Hinterende. Das Längen- zu Höhen-Verhältnis beträgt etwa 1,4. Der hintere Teil des Gehäuses ist leicht nach rechts gebogen. Der hintere Dorsalrand ist nahezu gerade und fällt steil zum eng gerundeten Hinterende ab. Der vordere Dorsalrand ist flach konvex gewölbt und fällt flach zum weit gerundeten Vorderende ab. Der Ventralrand ist weit ausgerundet. Das Gehäuse klafft sowohl am vorderen als auch am hinteren Ende. Im hinteren Teil des Ventralrand befindet sich eine kleine Delle. 
Das braune Ligament erstreckt sich hinter den Wirbeln über die Hälfte der Länge des hinteren Dorsalrandes. In jeder Klappe sind zwei Kardinalzähne vorhanden, aber keine Lateralzähne. In der linken Klappe ist der vordere Kardinalzahn gefurcht und zweispitzig, der hintere Kardinal ist dagegen klein. In der rechten Klappe ist der hintere Kardinalzahn gefurcht und zweispitzig, und der vordere Kardinalzahn ist klein. Der Mantel ist tief eingebuchtet, die Einbuchtung hat jedoch in rechter und linker Klappe etwas unterschiedliche Form. In der linken Klappe ist die Bucht mehr zungenförmig und sehr lang und reicht bis fast zum vorderen Schließmuskel. In der rechten Klappe ist die Bucht wesentlich kürzer. Es sind zwei Schließmuskel vorhanden, von denen der vordere etwas länger ist. 
Die cremefarbene Schale ist dickwandig, aber etwas spröde. Die Oberfläche zeigt randparallele feine Rippen und Vertiefungen in unregelmäßigen Abständen. Der Gehäuserand ist glatt ohne Einkerbungen oder dergleichen. Das braune Periostracum blättert leicht ab und ist meist nur noch am Gehäuserand erhalten. 

### Ähnliche Arten
Die Kalk-Plattmuschel ist länglicher, hat ein größeres Längen- zu Breiten-Verhältnis und ist weniger abgeflacht als die Baltische Plattmuschel (Macoma balthica). Letztere ist zudem deutlich kleiner, nur etwa halb so groß.

## Geographische Verbreitung und Lebensraum
Die Kalk-Plattmuschel kommt zirkumpolar im nördlichen Nordatlantik, nördlichen Pazifik und im Eismeer vor. Auf der östlichen Seite des Atlantiks dringt die Art bis in die Nordsee und Ostsee vor. Im westlichen Atlantik kommt sie bis auf die Höhe von New York vor. Im westlichen Nordpazifik liegt die südliche Verbreitungsgrenze etwa auf der Höhe von Oregon, im östlichen Nordatlantik in Nordjapan.
Erwachsene Exemplare sind oft bis zu 20 cm tief in Feinsand- oder Schlickböden eingegraben. Sie kommen vom Gezeitenbereich bis in 1600 Meter Wassertiefe vor. Die Kalk-Plattmuschel ist eine Kaltwasserart, in der Nord- und Ostsee kommt sie nur in Bereichen vor, deren Wassertemperatur 11 °C nicht überschreitet.
Die Art ist einer der wichtigsten Nahrungsorganismen für die bedrohte Plüschkopfente Somateria fischeri in der Beringsee.

## Taxonomie
Die Art wurde von Johann Friedrich Gmelin als Tellina calcarea begründet. Es ist de facto die Typusart der Gattung Macoma Leach, 1819. Die formale Typusart Macoma tenera Leach, 1819, ist ein jüngeres Synonym von Macoma calcarea.

## Belege

### Online
- Marine Bivalve Shells of the British Isles: Macoma calcarea (Gmelin, 1791) (Website des National Museum Wales, Department of Natural Sciences, Cardiff)
- Marine Species Identification Portal: Macoma calcarea (Gmelin, 1791)